# 拓跋壽鳩
拓跋壽鳩（?—?），又作拓跋受久，代国宗室，拓跋什翼犍第八子，拓跋寔、拓跋翰、拓跋阏婆的母弟，魏道武帝拓跋珪的叔父。
拓跋壽鳩的母亲是慕容氏。他的妻子出自乌丸王氏，是拓跋什翼犍舅舅的女儿。376年，拓跋什翼犍重病，前秦率军攻打代国。拓跋什翼犍侄子拓跋斤、拓跋什翼犍庶子拓跋寔君作乱，杀死父亲什翼犍和阏婆等兄弟篡位。前秦苻洛、李柔、张蚝趁机发兵，消灭了代国。壽鳩可能在这次政变中被杀。拓跋寔的儿子拓跋珪建立北魏，以拓跋壽鳩的儿子拓跋遵为常山王。